# Landsprost
Landsprost är en äldre benämning på kontraktsprost. Landsprosten utnämndes av stiftets biskop för att ha överinseende över och samordna det kyrkliga arbetet inom ett kontrakt (Sverige) eller ett prosteri (Finland och Åland). 

## Sverige
I Sverige benämndes tidigare kontraktsprostar som landsprostar. Begreppet kan ledas tillbaka till 1583.

## Finland
I Finland och på Åland användes begreppet landsprost (prepositi rurales) om kontraktsprost under 1500- och första halvan av 1600-talet.